# Pennilabium yunnanense
Pennilabium yunnanense är en orkidéart som beskrevs av Sing Chi Chen och Yi Bo Luo. Pennilabium yunnanense ingår i släktet Pennilabium och familjen orkidéer. Inga underarter finns listade i Catalogue of Life.